# La Maison aux 100 portes
La Maison aux 100 portes est une série de bande dessinée.
- Scénario, dessins et couleurs : Isabelle Dethan. C'est la première et seule série de cette scénariste qui n'est pas lié à un contexte historique. La dessinatrice a aussi innové pour le dessin en appliquant les couleurs à l'ordinateur plutôt que directement comme à son habitude[1].

## Synopsis
Théo, Claire et Lorenzo sont trois jeunes gens qui habitent une maison qu'un vieil ami du père de Théo a légué à cette dernière. Il apparaît cependant bien vite que la demeure n'est pas telle qu'ils le pensaient ; c'est la Maison aux 100 portes, un bâtiment situé au croisement des mondes...

## Albums
- Tome 1 : La Dame aux chiens (2006)
- Tome 2 : Celle qui dort sous nos pieds (2007)
- Tome 3 : Lili (2012)

## Publication

### Éditeurs
- Delcourt (Collection Machination) : Tomes 1 et 2 (première édition des tomes 1 et 2).